# Dario Baldi (giornalista)
Dario Baldi (Cremona, 3 febbraio 1927) è un giornalista italiano.

## Biografia
Nato a Cremona, ma milanese di adozione, cominciò la sua carriera nel mondo del giornalismo lavorando come inviato sportivo a Il Messaggero a Roma, per poi passare prima a La Settimana Incom e poi ad Arianna, dove assunse la carica di caporedattore e successivamente di direttore.
Nel 1967 giunse alla direzione di TV Sorrisi e Canzoni, succedendo ad Antonio Lubrano. Qui rimase fino al 1973, quando lasciò l'incarico a Gigi Vesigna.
Dopo esser tornato a collaborare con Lamberto Sechi, che aveva conosciuto durante il suo impiego a La Settimana Incom, dirigendo i supplementi di Panorama, assunse la carica di vice direttore di Argos, rivista di cani, gatti ed animali, quella di direttore di A.M., giornale automobilistico della Giorgio Mondadori Editore, e infine di Vivimilano, supplemento del Corriere della Sera.